# Baseodiscus alpha
Baseodiscus alpha är en djurart som tillhör fylumet slemmaskar, och som först beskrevs av Louis Joubin 1902.  Baseodiscus alpha ingår i släktet Baseodiscus och familjen Valenciniidae. Inga underarter finns listade i Catalogue of Life.